# Цетотериевые

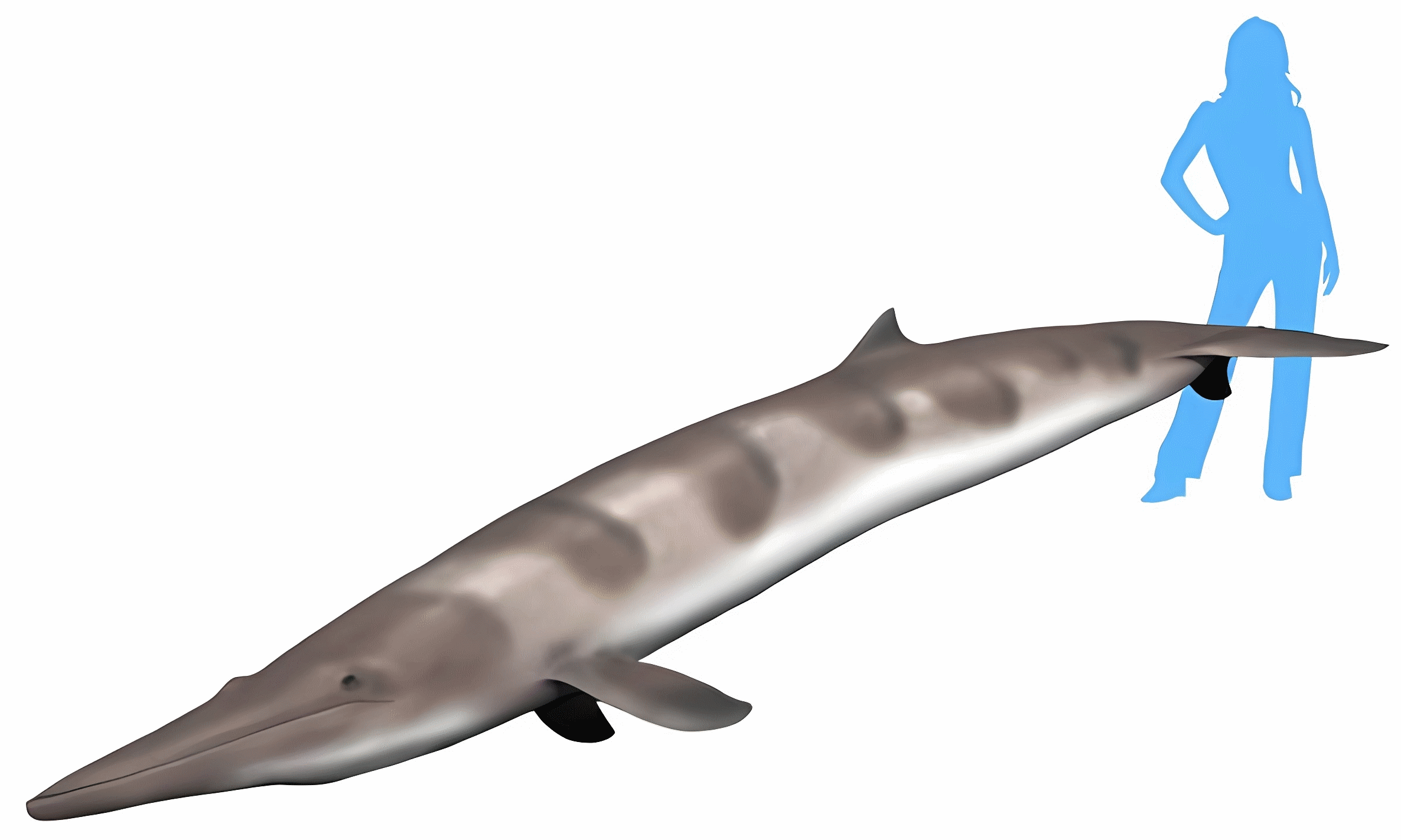
Herpetocetus bramblei

Цетоте́риевые, или цетоте́рии (лат. Cetotheriidae), — семейство морских млекопитающих из парвотряда усатых китов (Mysticeti). Возникло в хаттском веке (олигоцен), около 28,1 млн лет назад, и, вероятно, включает один современный вид — карликовый гладкий кит (Caperea marginata).

## Таксономия
После введения в употребление названия семейства Фёдором Фёдоровичем Брандтом в 1872 году, Cetotheriidae долго были мусорным таксоном, куда помещали вымерших усатых китов, не относящихся к известным семействам. С начала 2000-х годов был проведён ряд филогенетических исследований, в результате чего прежний состав семейства пересмотрели.
Согласно данным сайта Paleobiology Database, на июнь 2021 года в семейство включают 24 рода:
- Подсемейство † Cetotheriinae Whitmore & Barnes, 2008 — Цетотериины[1]
  - † Brandtocetus Gol'din & Startsev, 2014
  - † Cetotherium Brandt, 1843 — Цетотерии
  - † Kurdalagonus Tarasenko & Lopatin, 2012
  - † Mithridatocetus Gol'din & Startsev, 2017
  - † Zygiocetus Tarasenko, 2014
- Подсемейство † Herpetocetinae Steeman, 2007
  - † Herpetocetus Van Beneden, 1872
  - † Nannocetus Kellogg, 1929
- Подсемейство Neobalaeninae (Gray, 1873) — Карликовые гладкие киты
  - † Miocaperea Bisconti, 2012
  - Caperea Gray, 1864 — Карликовые гладкие киты
- Подсемейство incertae sedis
  - † Cephalotropis Cope, 1896
  - † Ciuciulea Gol'din, 2018
  - † Cophocetus Packard & Kellogg, 1934
  - † Eucetotherium Brandt, 1873
  - † Herentalia Bisconti, 2014
  - † Heterocetus Capellini, 1877 — nomen dubium по Стимену (2010)[4]
  - † Hibacetus Otsuka & Ota 2008
  - † Imerocetus Mchedlidze, 1964
  - † Joumocetus Kimura & Hasegawa, 2010
  - † Metopocetus Cope, 1896
  - † Palaeobalaena Moreno, 1882
  - † Piscobalaena Pilleri & Siber, 1989
  - † Tranatocetus Gol'din & Steeman, 2015
  - † Titanocetus Bisconti, 2006
  - † Vampalus Tarasenko & Lopatin, 2012

Хотя традиционно цетотериевые считаются полностью вымершими, Фордайс и Маркс (2013) пришли к выводу, что карликовый гладкий кит может быть дожившим до наших дней представителем семейства. Адли и соавторы (2014) и Бисконти (2015) оспорили этот вывод, но большинство последующих анализов подтвердило его правомерность. База данных Американского общества маммологов (ASM Mammal Diversity Database) рекомендует классифицировать карликового гладкого кита в качестве представителя цетотериевых. С другой стороны, Общество морской маммологии (Society for Marine Mammalogy) по-прежнему выделяет этот вид в собственное семейство Neobalaenidae, хотя и оговаривает, что такая классификация сохранена временно.